# Шемник
Шемник (словен. Šemnik) — поселення в общині Загорє-об-Саві, Засавський регіон, Словенія. Висота над рівнем моря: 409,3 м.